# Списак кошаркаша Њу Орлеанс хорнетса
Овај чланак садржи списак кошаркаша који су наступали за Њу Орлеанс хорнетсе. Списак је тренутно ограничен само на играче који имају чланке на српској Википедији.

## А
| Играч           | Боравак   |
| --------------- | --------- |
| Густаво Ајон    | 2011—2012 |
| Дејвид Андерсен | 2010—2011 |
| Рајан Андерсон  | 2012—2013 |

## Б
| Играч          | Боравак   |
| -------------- | --------- |
| Марко Белинели | 2010—2012 |
| Маркус Бенкс   | 2010—2011 |
| Боби Браун     | 2009—2010 |

## В
| Играч       | Боравак |
| ----------- | ------- |
| Хаким Ворик | 2012    |

## Г
| Играч       | Боравак   |
| ----------- | --------- |
| Ерик Гордон | 2011—2013 |

## Д
| Играч         | Боравак   |
| ------------- | --------- |
| Барон Дејвис  | 2002—2005 |
| Ентони Дејвис | 2012—2013 |

## Е
| Играч          | Боравак   |
| -------------- | --------- |
| Корсли Едвардс | 2004—2005 |

## К
| Играч         | Боравак   |
| ------------- | --------- |
| Крис Кејман   | 2011—2012 |
| Дарен Колисон | 2009—2010 |

## Л
| Играч       | Боравак |
| ----------- | ------- |
| Маћеј Лампе | 2005    |

## М
| Играч               | Боравак   |
| ------------------- | --------- |
| Арвидас Мацијаускас | 2005—2006 |
| Попс Менса-Бонсу    | 2010—2011 |

## Н
| Играч          | Боравак   |
| -------------- | --------- |
| Боштјан Нахбар | 2004—2006 |

## О
| Играч        | Боравак   |
| ------------ | --------- |
| Емека Окафор | 2009—2012 |

## П
| Играч               | Боравак   |
| ------------------- | --------- |
| Александар Павловић | 2011      |
| Крис Пол            | 2005—2011 |

## С
| Играч              | Боравак   |
| ------------------ | --------- |
| Дахуан Самерс      | 2011—2012 |
| Стив Смит          | 2003—2004 |
| Џеј Ар Смит        | 2004—2006 |
| Даријус Сонгајла   | 2009—2010 |
| Предраг Стојаковић | 2006—2010 |

## Ч
| Играч          | Боравак   |
| -------------- | --------- |
| Тајсон Чендлер | 2006—2009 |

## Џ
| Играч       | Боравак   |
| ----------- | --------- |
| Боби Џексон | 2006—2008 |